# Cibuco (Vega Baja)
Cibuco es un barrio ubicado en el municipio de Vega Baja en el estado libre asociado de Puerto Rico. En el Censo de 2010 tenía una población de 50 habitantes y una densidad poblacional de 2,21 personas por km².

## Geografía
Cibuco se encuentra ubicado en las coordenadas 18°29′27″N 66°22′40″O / 18.49083, -66.37778. Según la Oficina del Censo de los Estados Unidos, Cibuco tiene una superficie total de 22.63 km², de la cual 4.28 km² corresponden a tierra firme y (81.07%) 18.34 km² es agua.

## Demografía
Según el censo de 2010, había 50 personas residiendo en Cibuco. La densidad de población era de 2,21 hab./km². De los 50 habitantes, Cibuco estaba compuesto por el 76% blancos, el 14% eran afroamericanos, el 2% eran asiáticos y el 8% eran de otras razas. Del total de la población el 98% eran hispanos o latinos de cualquier raza.